# 勒梅尼勒鲁克瑟兰
勒梅尼勒鲁克瑟兰（法語：Le Mesnil-Rouxelin，法語發音：[lə mɛnil ʁuksəlɛ̃]）是法国芒什省的一个市镇，属于圣洛区。

## 地理
勒梅尼勒鲁克瑟兰（49°8'52"N, 1°5'11"W）面积4.74 平方千米，位于法国诺曼底大区芒什省，该省份为法国西北部沿海省份，西、北、东北三面环大西洋，东起顺时针与卡爾瓦多斯省、奧恩省、马耶讷省和伊勒-维莱讷省接壤。
与勒梅尼勒鲁克瑟兰接壤的市镇（或旧市镇、城区）包括：维利耶福萨尔、拉吕泽讷、拉莫夫、圣乔治蒙科克、圣洛。

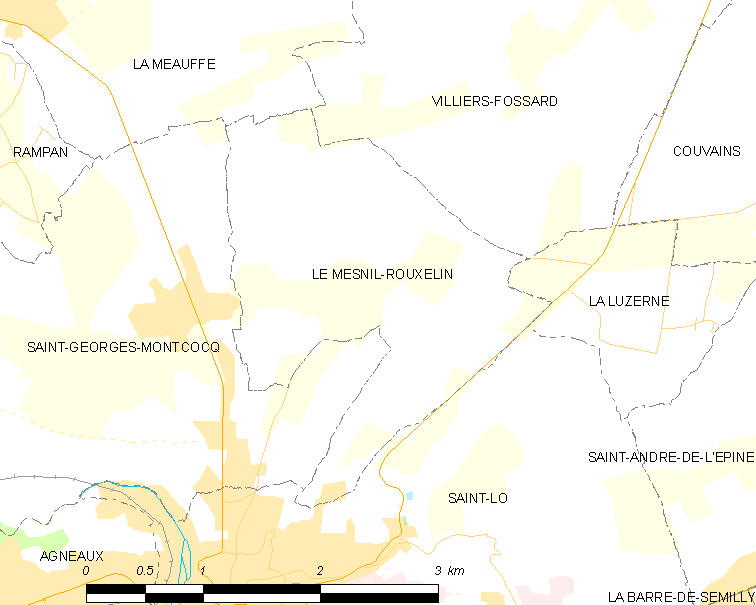
勒梅尼勒鲁克瑟兰的OSM定位图

勒梅尼勒鲁克瑟兰的时区为UTC+01:00、UTC+02:00（夏令时）。

## 行政
勒梅尼勒鲁克瑟兰的邮政编码为50000，INSEE市镇编码为50321。

## 政治
勒梅尼勒鲁克瑟兰所属的省级选区为蓬埃贝尔县。

## 人口

1962-2008年间勒梅尼勒鲁克瑟兰人口变化图示

勒梅尼勒鲁克瑟兰于2022年1月1日时的人口数量为470人。